# Mariel Jean-Brunhes Delamarre
Pour les autres membres de la famille, voir Famille Brunhes.
Pour les articles homonymes, voir Brunhes et Delamarre.
Mariel Jean-Brunhes Delamarre, née le 13 août 1905 à Fribourg (Suisse) et morte à Paris le 1er novembre 2001, est une géographe et ethnologue française.

## Biographie

### Famille et enfance
Mariel Jean-Brunhes Delamarre naît à Fribourg (Suisse) le 13 août 1905 dans un milieu catholique. Elle est la cadette de trois enfants. Elle a neuf ans quand sa mère (Henriette Hoskier) décède.
Elle a quatre enfants (Béatrice en 1928, Jean-Philippe en 1932, Jean-François en 1937 et Jean-Noël en 1942) avec le sculpteur Raymond Delamarre, épousé en 1927.
Fille du géographe Jean Brunhes, elle l'accompagne très tôt dans ses terrains et participe à ses travaux de recherche.

### Vie active
Sa vie active commence en 1926 avec la publication de ses expéditions en Crète. Progressivement, ses publications ethnologiques et géographiques lui donnent une renommée internationale, lui permettant de devenir chargée de mission des musées nationaux au Musée National des Arts et Traditions Populaires, puis attachée de recherche au CNRS en 1966.
« Pionnière » de l'ethnologie, elle entreprend notamment des missions d'ethnologie d’urgence destinées à sauvegarder la mémoire de la société préindustrielle en train de disparaitre.[réf. souhaitée] Elle entreprend ensuite la réalisation d'une thèse d'ethnographie sous la direction de André Leroi-Gourhan et Claude Lévi-Strauss, soutenue en 1966, portant sur la France rurale et les bergers.
Elle a assuré la codirection de la Géographie Universelle (Larousse, 1958) et du volume Géographie de l'Encyclopédie de la Pléiade (Gallimard, 1966),.

### Engagements
Elle est également connue pour ses nombreux engagements civiques.
Elle est secrétaire de l'Union nationale pour le vote des femmes à partir de 1931.
Elle participe aux Équipes sociales de Robert Garric et au Secours national de Châteauroux.
Elle manifeste contre les guerres d'Indochine et d'Algérie, contre l'internement d'Algériens au camp du Larzac de 1959 et au métro Charonne en 1962.
Elle est vice-présidente du mouvement Fraternité chrétienne avec le Viet-Nam, le Cambodge et le Laos (années 1970).

### Fin de vie
Elle meurt à Paris le 1er novembre 2001.

## Prix et distinctions
- Prix Montyon de l’Académie française en 1939 pour La France dans le monde[6] (publié en 1946).
- Lauréate du Prix Charles Garnier de la Société de Géographie en 1927[3].
- Chevalière du Mérite agricole en 1963[3].

## Principaux ouvrages
- André G. Haudricourt et Mariel Jean-Brunhes Delamarre, L'Homme et la charrue à travers le monde, Nouv. éd. / Lyon : la Manufacture, 1986
- Mariel Jean-Bruhnes-Delamarre, La vie agricole et pastorale dans le monde, Meudon-Bellevue, éd. Joël Cuenod, 1985
- Mariel Jean-Brunhes Delamarre, Le Berger dans la France des villages. Bergers communs à Saint-Véran en Queyras et à Normée en Champagne, Paris, Éd. du Centre national de la Recherche scientifique, 1970, 290 p.
- Pierre Deffontaines et Mariel Jean-Brunhes Delamarre ; cartes de Jacques Bertin, Atlas aérien (5 volumes), Paris, Gallimard, 1955-1964
- Mariel Jean-Bruhnes Delamarre, Problèmes de géographie humaine, Saint-Amand, impr. R. Bussière, (Paris), Bloud et Gay, 1939, 236 p.